# Ray Quinn
Ray Quinn est un chanteur, acteur et danseur britannique, issu de la troisième saison du télé-crochet britannique The X Factor, dont il finit deuxième derrière la gagnante Leona Lewis.
Il remporte l'émission de danse sur glace Dancing on Ice deux fois, en 2009 et en 2014 lors de la saison all star.

## Filmographie

### Télévision
- 2000-2003 : Brookside : Anthony 'Tony' Murray
- 2005 : The Afternoon Play (en) : John Reilly
- 2006 : Doctors : Owen Miller
- 2009-2014 : Dancing on Ice : lui-même
- 2011 : Little Crackers (en) : Davey

### Cinéma
- 2015 : The Middle Man : Kev

## Théâtre
- 1998 : Me and My Girl, danseur – Empire Theatre, Liverpool
- 1998 : Peter Pan, danseur, acteur et chanteur Lost Boy) – Neptune Theatre, Liverpool
- 2004 : Buster, actor – Harlow Playhouse
- 2008 : Grease, danseur, acteur et chanteur (Doody) – Piccadilly Theatre, West End[1]
- 2008 : Aladdin, Aladdin – Broadway Theatre, Peterborough[2]
- 2009 : Grease, danseur, acteur et chanteur (Danny Zuko), Piccadilly Theatre, West End
- 2009 : Sleeping Beauty (Pantomime) (Prince Daniel) Birmingham Hippodrome
- 2010 : Dirty Dancing, Billy Kosteki, Aldwych Theatre, West End
- 2010 : Top Hat at the Palladium,18 juillet 2010 – Top Hat Stage School pour récolter des fonds contre le cancer du sein.
- 2010 : Jack and the Beanstalk, danseur, acteur et chanteur (Jack Trott) – Royal & Derngate, Northampton
- 2011 : Dirty Dancing, Billy Kosteki, Aldwych Theatre, West End
- 2011 : Grease, Danny, Liverpool Empire
- 2011 : Cendrillon (Pantomime)Prince Charmant, Darlington Civic Theatre
- 2012 : Legally Blonde, Warner Huntington III, National Tour
- 2012 : The Rise and Fall of Little Voice "Billy", Tour
- 2012 : Aladdin (Pantomime), The Lighthouse, Poole

### Radio
- Septembre 2004 : The Lost Boys – Narrator of book for Big Toe Radio
- Novembre 2004 : Millions – Narrator of the film for Big Toe Radio
- Avril 2010 : The Believers – Actor playing part of James

## Discographie
| Année | Album                                                                      | Peak chart positions | Peak chart positions | Certifications       |
| Année | Album                                                                      | UK                   | IRE                  | Certifications       |
| ----- | -------------------------------------------------------------------------- | -------------------- | -------------------- | -------------------- |
| 2007  | Doing It My Way - Sortie : 12 mars 2007 - Label : RCA - Genre : jazz vocal | 1                    | 6                    | Royaume-Uni: Platine |

## Tournées
- 2006-2007 : X Factor Tour
- 2007 : Ray Quinn Solo Tour
- 2009-2010 : Dancing on Ice Tour

## Récompenses
- 2002 :
  - The British Soap Awards : Meilleure performance dramatique
  - The British Soap Awards : Meilleur Storyline
  - Inside Soap Awards : Meilleur jeune acteur
  - Royal TV Society : Meilleure performance dans un Soap
- 2005 : Manchester Talent Competition – prix de 5000£
- 2007 :
  - Scouseology Award : Meilleur personnalité
  - Liverpool Local Hero Awards : Contribution à la musique